# 醪田镇
醪田镇，是中华人民共和国湖南省邵陽市洞口县下辖的一个乡镇级行政单位。

## 行政区划
醪田镇下辖以下地区：
梅园社区、温家村、凫塘村、湛田村、大波村、金莲村、杨龙村、龙江村、杨花村、生龙村、花桥村、广龙村、书院村、坪口村和明家村。